# Église Sainte-Marie-Madeleine d'Acheux-en-Vimeu
Pour les articles homonymes, voir Église Sainte-Marie-Madeleine.
 (janvier 2019).
L'église Sainte-Marie-Madeleine d'Acheux-en-Vimeu est située sur le territoire de la commune d'Acheux-en-Vimeu dans l'ouest du département de la Somme.

## Historique
La construction de l'église d'Acheux-en-Vimeu remonte au XIIIe siècle pour ses parties les plus anciennes dont le chœur. La nef a été reconstruite au XVe siècle.

## Caractéristiques

### Extérieur
L'église a été construite en craie où se mêle par endroits la brique, selon un plan basilical traditionnel. Les murs de la nef et du chœur sont soutenus par des contreforts. Les fenêtres de la nef sont en en tiers-point.
L'élément architectural le plus marquant est la massive tour-clocher qui, au centre de l'édifice, relie le chœur et la nef. Cette tour-clocher, dont la partie supérieure est en brique, est flanquée aux quatre coins de puissants contreforts. Elle est coiffée d'une toiture bombée surmontée d'un lanternon qui se termine par une flèche couverte d'ardoise tout comme l'ensemble de la toiture.

### Intérieur
L'intérieur conserve un certain nombre d'objets protégés en tant que monuments historiques :
- du XVIe siècle, une statue de la Vierge à l'Enfant[1], une statue de la Vierge au calvaire[2], un buste-reliquaire avec une polychromie du XIXe siècle[3] ;
- du XVIIe siècle, une statue en pierre polychrome de sainte Madeleine[4], un panneau en bois sculpté provenant d'un retable d'autel représentant Dieu le Père[5], une statuette en bois polychrome représentant saint Fiacre[6] ;
- du XVIIIe siècle, le maître-autel en bois peint et doré[7], un bas-relief en bois représentant la Crucifixion[8], une chaire à prêcher en bois, de style rocaille avec une cuve carrée aux angles arrondis (un ange jouant de la trompette sculpté surmonte l'abat-voix)[9] ; une statuette de saint Jean-Baptiste en bois polychrome[10] ; des fonts baptismaux en bois[11], un confessionnal en bois avec quatre panneaux sculptés représentant la sortie d'un baptême et des trophées[12], un porte-cierge en fer[13] ;
- du XIXe siècle, deux cierges votifs à rubans (bleu pour la Vierge, blanc et rouge pour saint Éloi) et bouquets de fleurs[14].

Les vitraux représentant la Vierge et les saints datent de 1867.
En 1962, le peintre américain, William Einstein a réalisé un tableau sur toile, La Cène et en a fait don à la commune d'Acheux-en-Vimeu. Ce tableau est conservé dans l'église. Il est inscrit monument historique au titre d'objet : arrêté du 4 avril 1984.